# 杜埃雷
杜埃雷是巴西托坎廷斯州的一个市镇。总面积3424.836平方公里，总人口4499人，人口密度1.3人/平方公里。